# Condado de Berkeley (Virginia Occidental)
El condado de Berkeley (en inglés: Berkeley County), fundado en 1772, es uno de los 55 condados del estado estadounidense de Virginia Occidental. En el año 2000 tenía una población de 102.044 habitantes con una densidad poblacional de 91 personas por km². La sede del condado es Martinsburg.

## Geografía
Según la Oficina del Censo, el condado tiene un área total de 834 km² (322 mi²), de la cual 834 km² (322 mi²) es tierra y 0 km² (0 mi²) (0.14%) es agua.

### Condados adyacentes
- Condado de Washington - norte
- Condado de Jefferson - este
- Condado de Frederick - sur
- Condado de Morgan - oeste

### Carreteras
- Interestatal 81
- U.S. Highway 11
- Ruta de Virginia Occidental 9
- Ruta de Virginia Occidental 45
- Ruta de Virginia Occidental 51
- Ruta de Virginia Occidental 901

## Demografía
En el 2000 la renta per cápita promedia del condado era de $38,763, y el ingreso promedio para una familia era de $44,302. En 2000 los hombres tenían un ingreso per cápita de $32,010 versus $23,351 para las mujeres. El ingreso per cápita para el condado era de $17,982. Alrededor del 11.50% de la población estaba bajo el umbral de pobreza nacional.

## Comunidades

### Ciudades y pueblos incorporados
- Hedgesville
- Martinsburg

### Comunidades incorporadas
| - Allensville - Arden - Baker Heights - Baxter - Bedington - Berkeley - Bessemer | - Blairton - Bunker Hill - Darkesville - Douglas Grove - Falling Waters - Files Crossroad - Ganotown | - Georgetown - Gerrardstown - Glengary - Greensburg - Grubbs Corner - Hainesville - Inwood | - Johnsontown - Jones Springs - Little Georgetown - Marlowe - Nipetown - Nollville - North Mountain | - Pikeside - Ridgeway - Scrabble - Shanghai - Spring Mills - Swan Pond - Tablers Station | - Tarico Heights - Tomahawk - Union Corner - Van Clevesville - Vanville - Winebrenners Crossroad - Wynkoop Spring |